# Route 6 (Colombie-Britannique)
La Route 6 est une route reliant les régions de Kootenay et de l'Okanagan en Colombie-Britannique. Elle est divisée en deux sections—la Nelson-Nelway Highway entre la frontière canado-américaine et Nelson ainsi que la Vernon-Slocan Highway entre South Slocan et Vernon,. La route 6 est une route sud / nord entre Nelway et le traversier de Needles et devient une route est / ouest entre le traversier et Vernon. Elle parcourt un total de 407 km (253 mi).

## Description du tracé

### Nelson-Nelway Highway

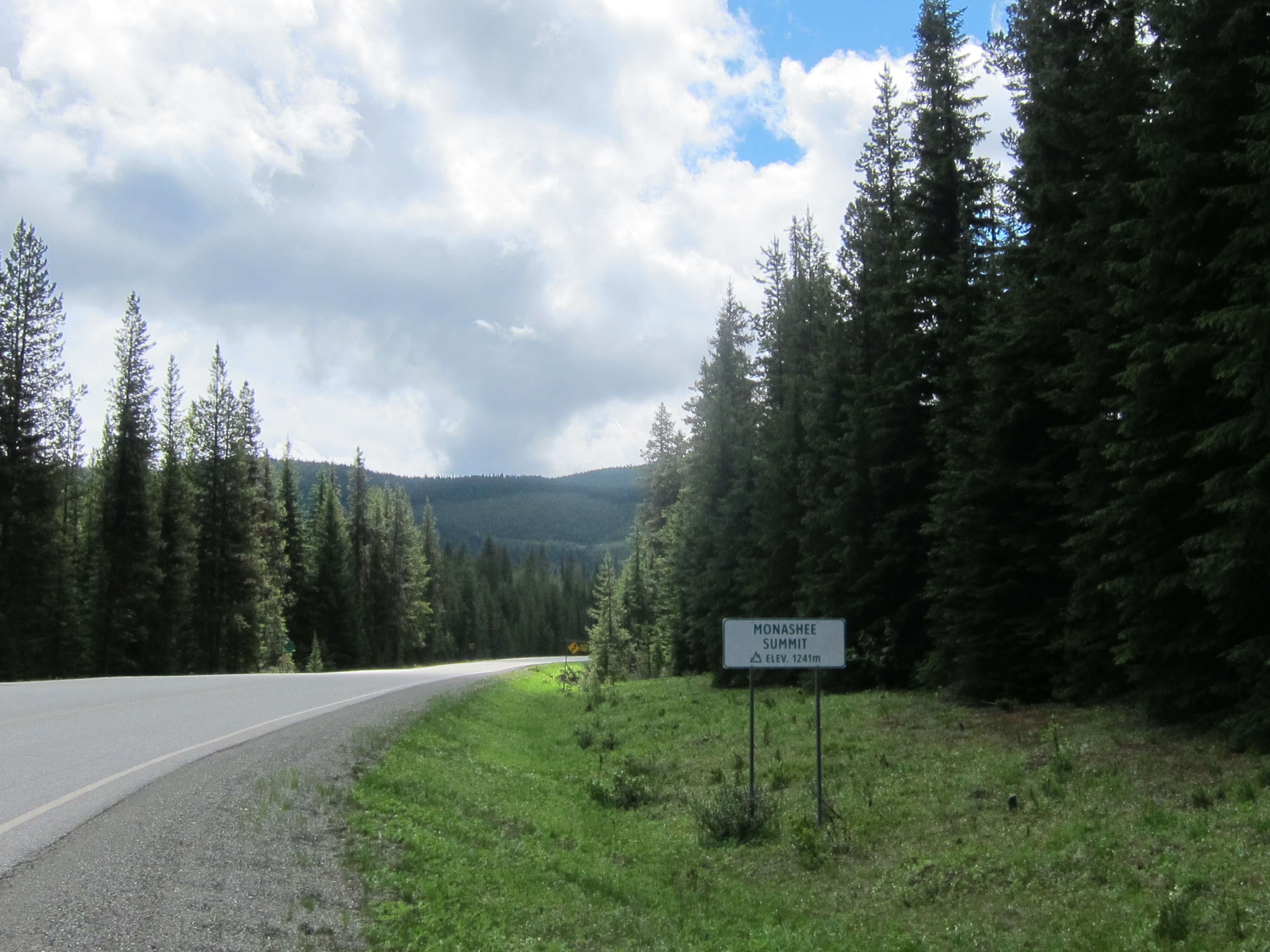
Route 6 au Sommet Monashee

La route 6 débute à la frontière canado-américaine à Nelway où elle est la continuité de la SR-31 dans l'État de Washington. La route longe la rivière Salmo sur son trajet. À partir de la frontière, elle se dirige vers le nord dans la Chaîne Selkirk sur 10 km (6 mi) jusqu'à Burnt Flat Junction où elle rencontre la route 3 (Route Crowsnest). Les routes forment un multiplex vers le nord sur 14 km (9 mi) jusqu'à Salmo.
À Salmo, la route 6 se dirige vers le nord sur 10 km (6 mi), toujours en longeant la rivière Salmo jusqu'à Ymir. Elle continue vers le nord sur 34 km (21 mi) en passant par Porto Rico et Hall Siding jusqu'à Nelson. À Nelson, la route rencontre et rejoint la route 3A et se dirige vers l'ouest en longeant la rivière Kootenay tout en passant par Taghum, Bonnington Falls, Beasley et Corra Linn où les routes se séparent. La route 6 continue vers le nord-ouest jusqu'à Slocan Valley.

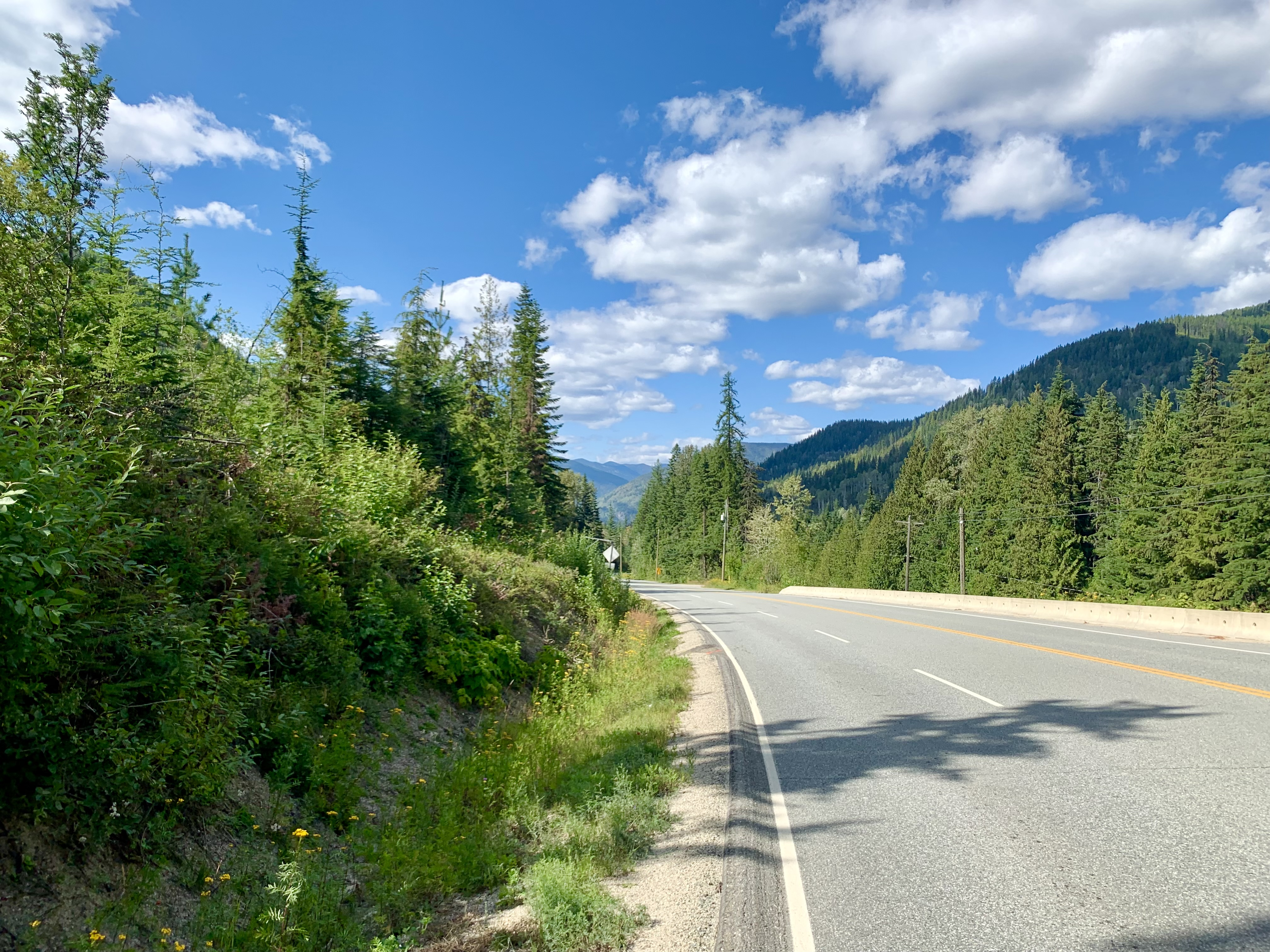
Route 6 direction nord dans la Chaîne Selkirk.

### Vernon-Slocan Highway
Depuis South Slocan, la route 6 suit la rivière Slocan vers le nord sur 75 km (47 mi) en passant par Winlaw, Slocan City et Silverton pour ensuite atteindre New Denver, où elle rencontre la route 31A. Elle croise ensuite la route 23 et bifurque vers le sud-ouest. Elle longe la rive est du fleuve Columbia sur 60 km (37 mi) jusqu'à Fauquier, sur la rive est du Lower Arrow Lake, où le traversier vers Needles se trouve.
Depuis Needles, la route 6 adopte un parcours sinueux vers le nord-ouest dans la Chaîne Monashee, passant par Cherryville et Lumby, laquelle se trouve 110 km (68 mi) plus loin. La route 6 bifurque alors vers l'ouest pour ses derniers 26 km (16 mi) jusqu'à Vernon, à la jonction avec la route 97.

## Intersections majeures
| District régional                             | Ville      | km                      | Destinations                                       | Notes                                         |
| --------------------------------------------- | ---------- | ----------------------- | -------------------------------------------------- | --------------------------------------------- |
| Central Kootenay                              | Nelway     | 0,00                    | SR-31 sud – Metaline Falls, Spokane                | Continue dans l'État de Washington            |
| Central Kootenay                              | Nelway     | 0,00                    | Frontière canado-américaine                        |                                               |
| Central Kootenay                              |            | 10,37                   | BC-3 est – Creston, Cranbrook                      | Terminus sud du multiplex avec la BC-3        |
| Central Kootenay                              | Salmo      | 24,53                   | BC-3 ouest – Trail, Castlegar                      | Terminus nord du multiplex avec la BC-3       |
| Central Kootenay                              | Nelson     | 64,67                   | Observatory Street                                 | Échangeur                                     |
| Central Kootenay                              | Nelson     | 64,91                   | BC-3A est – Traversier du Lac Kootenay, Balfour    | Terminus sud du multiplex avec la BC-3A       |
| Central Kootenay                              |            | 71,71                   | Pont Taghum au-dessus de la rivière Kootenay       | Pont Taghum au-dessus de la rivière Kootenay  |
| Central Kootenay                              | 89,05      | BC-3A ouest – Castlegar | Terminus nord du multiplex avec la BC-3A           |                                               |
| Central Kootenay                              | New Denver | 164,06                  | BC-31A est – Kaslo                                 | Terminus ouest de la BC-31A                   |
| Central Kootenay                              | Nakusp     | 210,29                  | BC-23 nord – Revelstoke                            | Terminus sud de la BC-23                      |
| Central Kootenay                              |            | 270,16                  | Traversier de Needles sur le Lower Arrow Lake      | Traversier de Needles sur le Lower Arrow Lake |
| North Okanagan                                |            | 338,36                  | Col Monashee – 1 205 m (3 953 pi)                  | Col Monashee – 1 205 m (3 953 pi)             |
| North Okanagan                                | Vernon     | 405,60                  | BC-97 (32nd Street) – Penticton, Kelowna, Kamloops |                                               |
| North Okanagan                                | Vernon     | 405,60                  | 25th Avenue – Okanagan Landing                     |                                               |
| - Terminus de multiplex - Transition de route |            |                         |                                                    |                                               |